# Lennie Baker
Lennie Baker (Whitman in Plymouth County (Massachusetts), 18 april 1946 – Weymouth, Massachusetts, 24 februari 2016) was een Amerikaans saxofonist en zanger.

## Biografie
Baker begon zijn carrière in de jaren 50 als saxofonist bij de rockgroep Danny and the Juniors. Van 1970 tot 2016 speelde hij saxofoon en zong hij ook bij Sha Na Na. Met deze groep zong hij ook in muzikale films zoals Grease.
Baker overleed in 2016 op 69-jarige leeftijd.